# Pelekium scabrosulum
Pelekium scabrosulum är en bladmossart som beskrevs av Andries Touw 2001. Pelekium scabrosulum ingår i släktet Pelekium och familjen Thuidiaceae. Inga underarter finns listade i Catalogue of Life.